# Kristofer Hæstad
Kristofer „Doffen“ Hæstad (* 9. Dezember 1983) ist ein norwegischer ehemaliger Fußballspieler. Der Mittelfeldspieler spielte von 2005 bis 2010 in der norwegischen Nationalmannschaft.

## Werdegang

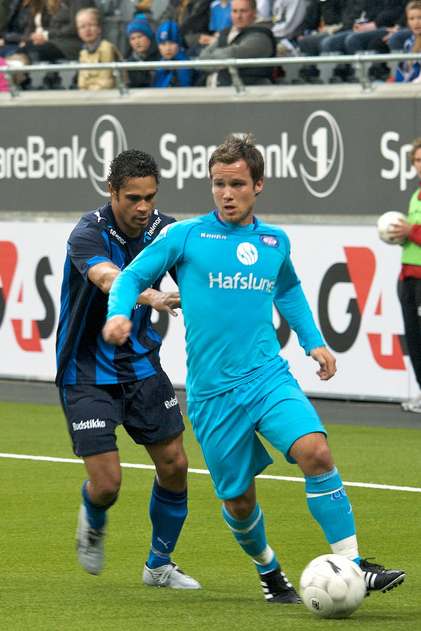
Hæstad (r.) im Zweikampf mit Daniel Nannskog.

Hæstad spielte in der Jugend bei Randesund IL und dem FK Vigør. Von dort zog er weiter zu IK Start. 2001 debütierte er für den Verein in der zweiten Liga und schaffte den Aufstieg in die erste Liga. Trotz des direkten Wiederabstiegs blieb er dem Klub treu und schaffte mit ihm 2004 die Rückkehr in die Eliteklasse.
Als Stammspieler gelang Hæstad 2005 der Sprung in die norwegische Nationalmannschaft, in deren Kader er sich halten konnte. In der Folge machte er auch international auf sich aufmerksam und wurde von Januar bis März 2007 an englischen Erstligisten Wigan Athletic ausgeliehen, wurde dort aber nur dreimal in der Premier League eingesetzt. Nach seiner Rückkehr spielte er noch bis Saisonende für IK Start, ehe er nach dem erneuten Abstieg zum Ligarivalen Vålerenga IF weiterzog. Bis zu seinem Karriereende spielte er für die Hauptstädter und wurde 2008 Pokalsieger.